# Redoutensaaltrakt
La Redoutensaaltrakt, en alemán, ala de la sala de baile, es un ala del Palacio Imperial de Hofburg de Viena, Austria. Se encuentra al norte de la Biblioteca de la Corte y recibe tal denominación por la  llamada así por albergar las Redoutensäle, salas de baile, del palacio, la grande y la pequeña.

## Historia

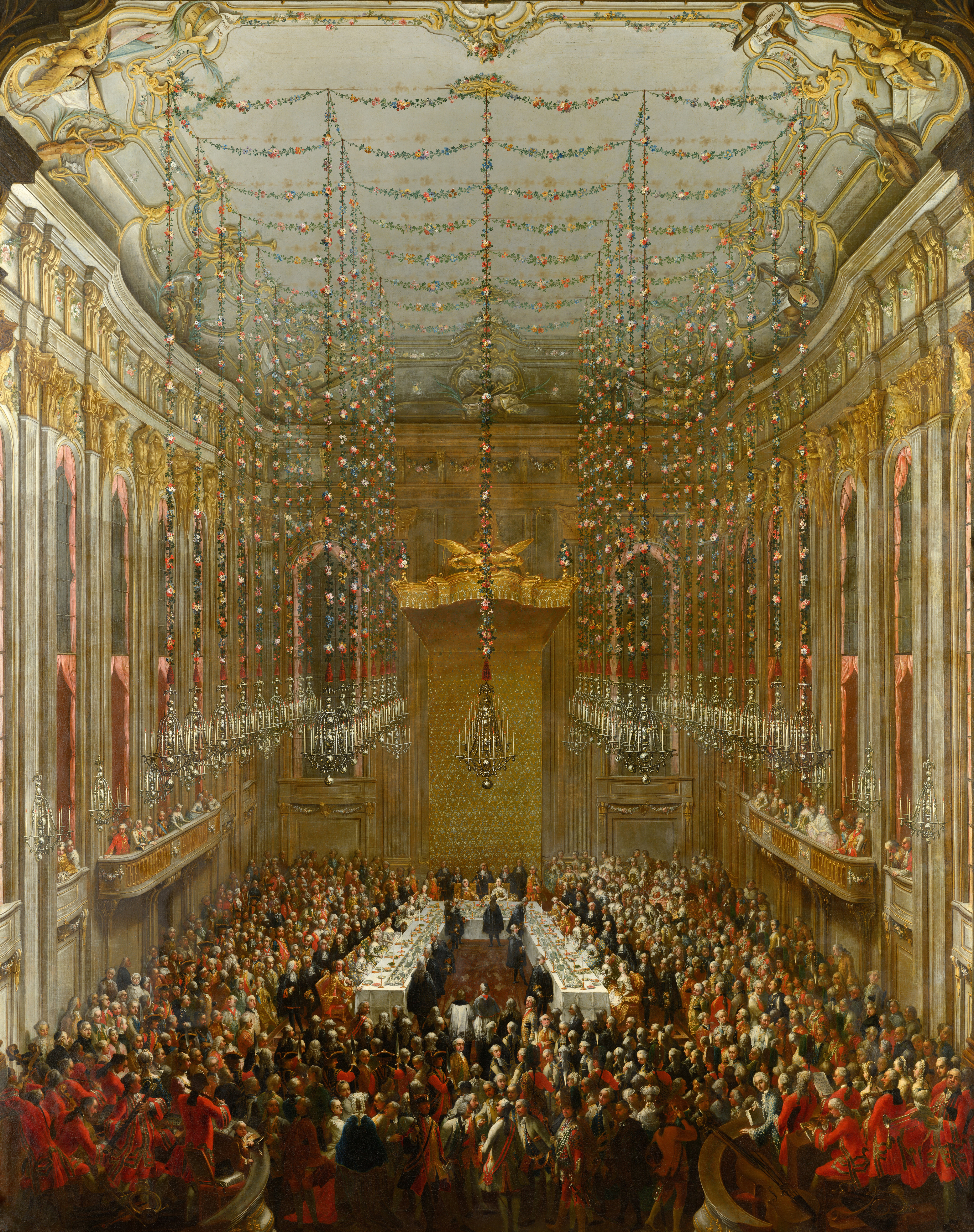
Banquete del matrimonio de José II con Isabel de Borbón-Parma en 1760
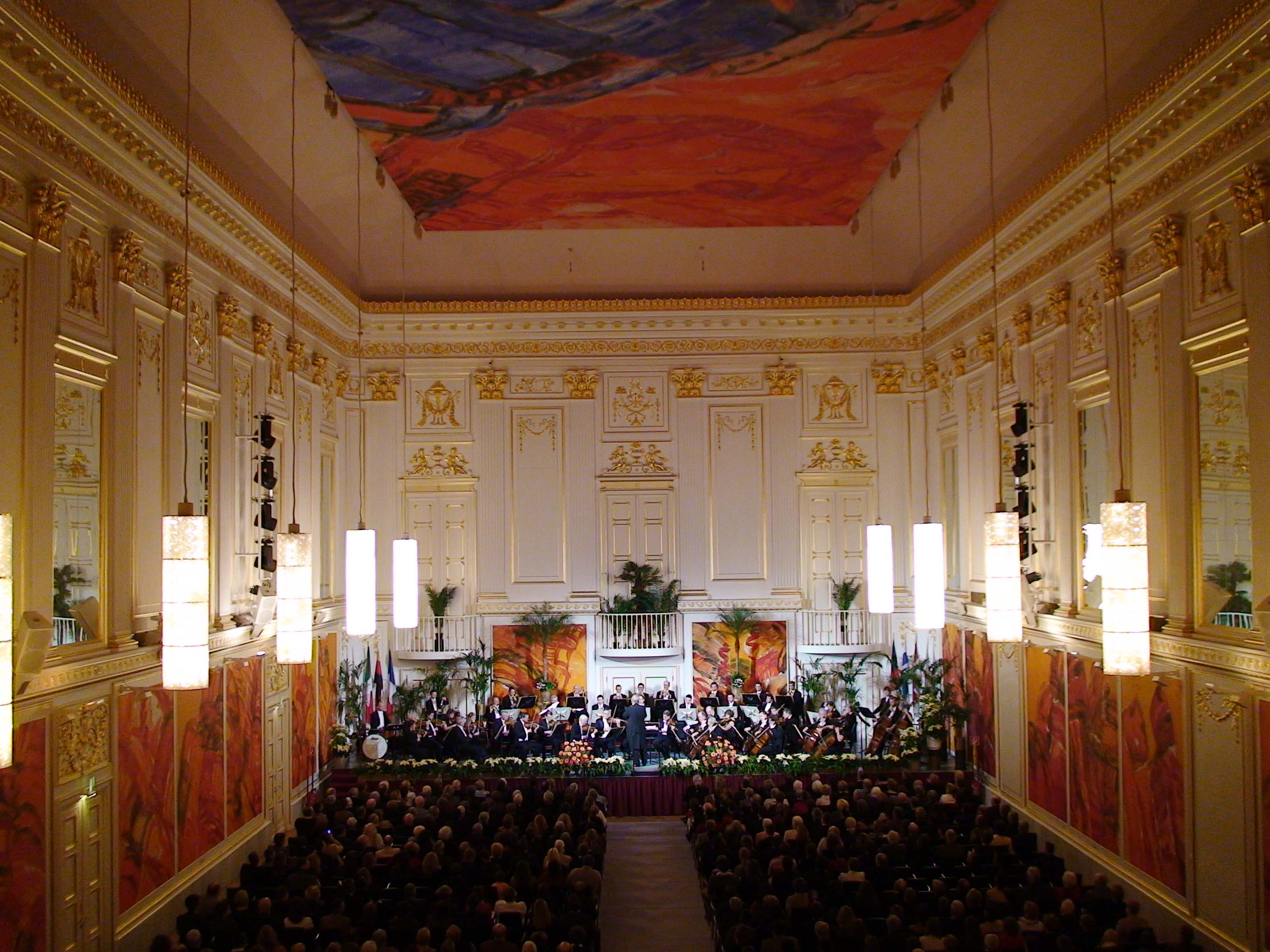
Concierto de la Orquesta Hofburg de Viena

María Teresa mandó reconvertir un teatro de ópera del siglo XVII en las Redoutensäle, las salas de baile y conciertos por excelencia de Hofburg. El primer diseño vino de Jean Nicolas Jadot de Ville-Issey, la fachada exterior lleva la firma de Nikolaus Pacassi y Franz Anton Hillebrandt.
Las Redoutensäle se rediseñaron repetidamente, con la colocación espejas en las ventanas, estuco y adornos dorados en el techo o la electricidad. En 1973, se convirtieron en salas de congresos. El 18 de junio de 1979, Jimmy Carter y Leonid Brézhnev firmaron aquí el acuerdo de limitación de armas SALT-II.
En la noche del 26 al 27 de noviembre de 1992 se produjo un gran incendio en la zona de la Redoutensäle. Parte del techo y el piso superior se quemaron por completo. El fuego se pudo extinguir con dificultad y hubo que poner a salvo a los lipizanos del picadero adyacente. Tras el incendio, la pequeña Redoutensaal, algo menos dañada, fue restaurada fielmente según su estado original, mientras se celebró un concurso de artistas para la decoración de la Gran Redoutensaal. El pintor austriaco Josef Mikl fue el ganador. Realizó óleos de citas de los literatos Ferdinand Raimund, Johann Nepomuk Nestroy, Elias Canetti y Karl Kraus. En el curso de la renovación de la Redoutensäle incendiada, el antiguo ático fue convertido en un vestíbulo en el techo por Manfred Wehdorn.
La restauración de las Redoutensäle duró cinco años y se realizó bajo los auspicios de la Burghauptmannschaft Österreich. Desde 1997, el ala está bajo la administración de la Wiener Kongresszentrum Hofburg Betriebsgesellschaft. En 1998 se reabrieron las Redoutensäle con motivo de la primera presidencia austriaca de la UE. En 2006 Wehdorn creó la "Hofburg Galerie" en el antiguo patio del Hofburg y el "Hofburg Forum" debajo de ella.
El ala de la Redoutensaal, la Biblioteca de la Corte y la Augustinertrakt forman un conjunto arquitectónico armonioso en la estructura de herradura que forma la Josefsplatz.
En diciembre de 2014, los seis partidos parlamentarios austriacos acordaron utilizar este ala del Hofburg como sede alternativa para las sesiones plenarias durante la renovación del edificio del parlamento, que tendrá lugar de 2017 a 2021. Las sesiones del Consejo Nacional y del Consejo Federal se celebran en la Redoutensaal, adaptada para ello, desde septiembre de 2017. El acceso a las sesiones públicas y a las visitas guiadas en los días en que no hay sesiones es posible por la entrada principal de Josefsplatz.